# Сподње Пирниче
Сподње Пирниче (словен. Spodnje Pirniče) је насељено место у општини Медводе, Средњесловенска регија, Словенија.

## Историја
До територијалне реорганизације у Словенији било је у саставу града Љубљане, односно старе општине Шишка.

## Становништво
У попису становништва из 2011. године, Сподње Пирниче је имало 796 становника.
| Број становника према пописима | Број становника према пописима | Број становника према пописима |
| ------------------------------ | ------------------------------ | ------------------------------ |
| 1991                           | 2002                           | 2011                           |
| 607                            | 724                            | 796                            |